# 25e conseil des ministres du Canada
Confédération canadienne
24e conseil des ministres 26e conseil des ministres
Le 25e conseil des ministres du Canada (en anglais : 25th Canadian Ministry), communément appelé gouvernement Campbell, est formé du cabinet durant le gouvernement de Kim Campbell. Le conseil est en place du 25 juin au 4 novembre 1993, soit durant les deux derniers mois de la 34e législature du Canada. Le gouvernement est dirigé par le Parti progressiste-conservateur du Canada.

## Composition initiale (25 juin 1993)
Les fonctions en italique représentent les titres officiels attribués mais non utilisés en pratique.
| Fonction, | Titulaire | Titulaire         |
| --- | --------- | ----------------- |
| Premier ministre du Canada Ministre responsable des Relations fédérales-provinciales |           | Kim Campbell      |
| Vice-premier ministre du Canada Ministre de l'Industrie et des Sciences Ministre de l'Industrie, des Sciences et de la Technologie Ministre de la Consommation et des Affaires commerciales |           | Jean Charest      |
| Secrétaire d'État aux Affaires extérieures |           | Perrin Beatty     |
| Ministre des Affaires indiennes et du Nord canadien |           | Pauline Browes    |
| Ministre de l'Agriculture et de l'Agroalimentaire Ministre de l'Agriculture Ministre chargé des Petites communautés et zones rurales                                                        |           | Charles Mayer     |
| Ministre des Anciens combattants |           | Peter McCreath    |
| Ministre de la Citoyenneté Ministre du Multiculturalisme et de la Citoyenneté |           | Gerry Weiner      |
| Ministre du Commerce extérieur |           | Thomas Hockin     |
| Président du Conseil du Trésor |           | Jim Edwards       |
| Ministre de la Défense nationale |           | Tom Siddon        |
| Ministre de la Diversification de l'économie de l'Ouest canadien Ministre responsable de la Société canadienne des postes                                                                   |           | Larry Schneider   |
| Ministre de l'Environnement |           | Pierre H. Vincent |
| Ministre des Finances |           | Gilles Loiselle   |
| Ministre de la Justice Procureur général du Canada Président du Conseil privé |           | Pierre Blais      |
| Ministre du Patrimoine canadien Secrétaire d'État du Canada Ministre des Communications |           | Monique Landry    |
| Ministre des Pêches et des Océans Ministre de l'Agence de promotion économique du Canada atlantique                                                                                         |           | Ross Reid         |
| Ministre des Ressources humaines et du Travail Ministre de l'Emploi et de l'Immigration Ministre du Travail                                                                                 |           | Bernard Valcourt  |
| Ministre des Ressources naturelles Ministre de l'Énergie, des Mines et des Ressources Ministre des Forêts                                                                                   |           | Bobbie Sparrow    |
| Ministre du Revenu national |           | Garth Turner      |
| Ministre de la Santé Ministre de la Santé nationale et du Bien-être social Ministre chargée de la Situation de la femme                                                                     |           | Mary Collins      |
| Ministre de la Sécurité publique Solliciteur général du Canada |           | Doug Lewis        |
| Ministre des Services gouvernementaux Ministre des Approvisionnements et Services Ministre des Travaux publics                                                                              |           | Paul Dick         |
| Ministre des Sciences Ministre chargé de la Petite entreprise |           | Rob Nicholson     |
| Ministre des Transports |           | Jean Corbeil      |
| Fonctions parlementaires |           |                   |
| Leader du gouvernement à la Chambre des communes |           | Doug Lewis        |
| Leader du gouvernement au Sénat |           | Lowell Murray     |